# Mats Gustafsson (ciclista)
Mats Uno Gustafsson (Uddevalla, 23 de outubro de 1957) é um ex-ciclista de estrada sueco. Competiu nos Jogos Olímpicos de Verão de 1980, embora ele não tenha conseguido completar a prova de estrada individual, fez parte da equipe sueca que terminou em décimo segundo nos 100 km contrarrelógio por equipes.